# RTINGS.com
 (décembre 2024).
La mise en forme du texte ne suit pas les recommandations de Wikipédia : il faut le « wikifier ».
Les points d'amélioration suivants sont les cas les plus fréquents. Le détail des points à revoir est peut-être précisé sur la page de discussion.
- Les titres sont pré-formatés par le logiciel. Ils ne sont ni en capitales, ni en gras.
- Le texte ne doit pas être écrit en capitales (les noms de famille non plus), ni en gras, ni en italique, ni en « petit »…
- Le gras n'est utilisé que pour surligner le titre de l'article dans l'introduction, une seule fois.
- L'italique est rarement utilisé : mots en langue étrangère, titres d'œuvres, noms de bateaux, etc.
- Les citations ne sont pas en italique mais en corps de texte normal. Elles sont entourées par des guillemets français : « et ».
- Les listes à puces sont à éviter, des paragraphes rédigés étant largement préférés. Les tableaux sont à réserver à la présentation de données structurées (résultats, etc.).
- Les appels de note de bas de page (petits chiffres en exposant, introduits par l'outil «  Source ») sont à placer entre la fin de phrase et le point final[comme ça].
- Les liens internes (vers d'autres articles de Wikipédia) sont à choisir avec parcimonie. Créez des liens vers des articles approfondissant le sujet. Les termes génériques sans rapport avec le sujet sont à éviter, ainsi que les répétitions de liens vers un même terme.
- Les liens externes sont à placer uniquement dans une section « Liens externes », à la fin de l'article. Ces liens sont à choisir avec parcimonie suivant les règles définies. Si un lien sert de source à l'article, son insertion dans le texte est à faire par les notes de bas de page.
- La présentation des références doit suivre les conventions bibliographiques. Il est recommandé d'utiliser les modèles {{Ouvrage}}, {{Chapitre}}, {{Article}}, {{Lien web}} et/ou {{Bibliographie}}. Le mode d'édition visuel peut mettre en forme automatiquement les références.
- Insérer une infobox (cadre d'informations à droite) n'est pas obligatoire pour parachever la mise en page.

Pour une aide détaillée, merci de consulter Aide:Wikification.
Si vous pensez que ces points ont été résolus, vous pouvez retirer ce bandeau et améliorer la mise en forme d'un autre article.
 (décembre 2024).
 (décembre 2024).
Si vous disposez d'ouvrages ou d'articles de référence ou si vous connaissez des sites web de qualité traitant du thème abordé ici, merci de compléter l'article en donnant les références utiles à sa vérifiabilité et en les liant à la section « Notes et références ».
RTINGS est un site Web d'évaluation axé sur les tests techniques réalisés sur un ensemble de produits électroniques, allant de télévisions à des grilles pain, en passant par des casques Bluetooth. Ils évaluent les attributs individuels d'un produit, tel que le flou de mouvement sur une caméra. Ils publient également les données originales issues de leurs benchmarks ou expériences.
RTINGS a été fondé en 2011 par Cédric Demers dans son sous-sol. C'était à l'origine un site Web qui compilait des critiques d'autres sites Web, similaire à Rotten Tomatoes, Au début, le site Web n'avait pas beaucoup de succès, et le fondateur vivait de ses économies provenant de son précédent emploi chez Microsoft,. La première critique originale de RTINGS était une critique de juillet 2013 d'un téléviseur plasma Samsung F5300.
De 2015 à 2024, RTINGS a évalué 3 000 produits. La compagnie achète elle-même les produits à tester afin d'éviter tout biais et pour comparer les items réels (sans bonis ou autre forme de commandite),. Elle gagne toutefois une commission lorsque les visiteurs lisant un avis cliquent sur un lien affilié pour acheter le produit évalué. Son modèle économique comprend également des frais d’abonnement pour accéder à des fonctionnalités supplémentaires.